# Minuskuł 470
Minuskuł 470 (według numeracji Gregory-Aland), ε 136 (von Soden) – rękopis Nowego Testamentu pisany minuskułą na pergaminie w języku greckim z XI wieku. Zawiera marginalia. Przechowywany jest w Londynie. 

## Opis rękopisu
Kodeks zawiera tekst czterech Ewangelii, na 215 pergaminowych kartach (30,2 cm na 24,7 cm), z pewnymi brakami. Brakuje tekstu Mt 1,1-13. 
Tekst rękopisu pisany jest w dwóch kolumnach na stronę, w 23–24 linijkach na stronę. 
Tekst rękopisu dzielony jest według κεφαλαια (rozdziałów), których numery podano na marginesie. W górnym marginesie umieszczono τιτλοι (tytuły) owych rozdziałów. Ponadto przed każdą z Ewangelii umieszczone zostały listy κεφαλαια (spis treści). Stosuje też podział według krótszych jednostek – Sekcji Ammoniusza, z odniesieniami do Kanonów Euzebiusza. Numery Sekcji Ammoniusza podawane są w czerwonym kolorze, numery Kanonów Euzebiusza w niebieskim. 
Rękopis posiada noty liturgiczne na marginesie. 
Oryginalny rękopis nie zawierał tekstu Pericope adulterae (Jan 7,53-8,11), został on dodany przez późniejszego kompilatora na końcu Ewangelii Jana. 

## Tekst
Grecki tekst Ewangelii reprezentuje tekst bizantyński, jednak Aland nie zaklasyfikował go do żadnej Kategorii rękopisów NT. Reprezentuje standardowy tekst bizantyński, co zostało potwierdzone przez Claremont Profile Method, tj. metodę wielokrotnych wariantów. Metodą tą przebadano tylko trzy rozdziały Ewangelii Łukasza (1; 10; 20). 

## Historia
Paleograficznie datowany jest na wiek XI. Rękopis niegdyś przechowywany był w Konstantynopolu. O pobycie w Konstantynopolu świadczy umieszczona na końcu inskrypcja: 

επακουσον ημων ο θς η ελπις παντων των περατων της γης και των εν θαλασση μακραν και ρυσαι ο θς ημων την πολιν ταυτην και χωραν των χριστιανων απο λιμου λιμου [λοιμου] σισμου καταποντισμου πυρος μαχαιρας επιστιανων αλλοφιλον πολεων δαιμων (?) ημων επακουσον και ελαιησον.

Według Scrivenera została ona sporządzona przez tę samą rękę, która dodała tekst Pericope adulterae. 
Rękopis sprowadził z Grecji do Wielkiej Brytanii Carlyle (1759-1804), profesor arabistyki, wraz z innymi rękopisami Nowego Testamentu (206, 471, 472, 473, 474, 475, 488, 642). 
Rękopis badali J. Farrer z Carlisle w 1804, Scrivener w 1852 i Caspar René Gregory w 1883 roku. Scrivener skolacjonował tekst rękopisu. Rękopis został dodany do listy rękopisów Nowego Testamentu przez Scrivenera. Na liście Scrivenera nosił on numer 509. Gregory nadał mu numer 470. 
Obecnie przechowywany jest w Pałacu Lambeth (1175), w Londynie. 
Nie jest cytowany w naukowych krytycznych greckiego Novum Testamentum Graece Nestle–Alanda (NA26, NA27). 